# Deixeu que el riu flueixi
Deixeu que el riu flueixi (Let the river flow, en versió original Ellos eatnu – La elva leve) és un llargmetratge noruec del 2023 dirigit per Ole Giæver. S'ha subtitulat al català.
Entre d'altres premis, va obtenir el Premi de l'Audiència dels Premis Dragon a la Millor pel·lícula nòrdica.

## Argument
És un drama sobre la lluita d'una jove pels drets dels samis. L'Ester es trasllada a Alta la tardor de 1979, on aconsegueix una feina com a mestra suplent. Per a ser acceptada pels seus companys, decideix (com molts altres abans) mantenir en secret els seus antecedents sami, perquè dècades d'opressió i racisme completament ocult han fet que molts samis s'adaptin a la cultura noruega. Però quan el cosí de l'Ester, que és un activista sami, la porta a manifestacions contra la central hidroelèctrica prevista al riu Alta, comença el seu propi despertar i el viatge de la vergonya. L'Ester es llança a la batalla plena de conflictes per la preservació del riu i pel dret a ser ella mateixa. La pel·lícula està basada en fets reals.

## Repartiment
- Ella Marie Hætta Isaksen – Ester
- Ivar Beddari – Gøran
- Gard Emil – Mihkkal
- Anitta Suikkari – Asta
- Marie Kvernmo – Máret
- Mary Sarre – Esters farmor
- Sofia Jannok
- Mikkel Gaup
- Beaska Niillas
- Finn Arve Sørbøe